# Oqqurgan
Oqqurgan (in uzbeko Oqqo`rg`on; in russo Аккурган, Akkyrgan) è il capoluogo del distretto di Oqqurgan, nella regione di Tashkent, in Uzbekistan. 
Si trova a sud di Tashkent, accanto al corso del fiume Angren (in uzbeko: Ahangaran).